# Manuel Pimentel Coronel
Manuel Pimentel Coronel (c. 1863-1905) fue un escritor y periodista venezolano.

## Biografía
Nació en Valencia en 1863. Fue redactor de La Batalla, periódico donde escribió un estudio sobre Pérez Bonalde y Recuerdos de Viaje.  Descrito por Cejador como un «poeta suavemente filosófico y sentimental, que recuerda á Bécquer», entre sus obras se encontraron títulos como Los Paladinos, El Mediterráneo, Reflejos y A orillas del mar. Cejador también dice de él que fue «periodista, gran improvisador, prosista original. En todo más cuidadoso del fondo que de la forma, como de carácter muy suyo y no muy amigo del clasicismo». Falleció en 1905, el día 6 de diciembre, en París.